# Чарна-Бялостоцка
Чарна-Бялостоцка (пол. Czarna Białostocka)  —  город  в Польше, входит в Подляское воеводство,  Белостокский повят.  Имеет статус городско-сельской гмины. Занимает площадь 14,28 км². Население — 9279 человек (на 2019 год).

## История
В 1939—1944 годах — посёлок городского типа Чёрная Весь Белостокской области Белорусской ССР. Статус города получил 7 июля 1962 года.

## Известные уроженцы
- Гайда, Чеслав (1936—2019) — польский скульптор.